# Aeroportul Munda
Aeroportul Munda (IATA: MUA, ICAO: AGGM) este un aeroport din Western Province⁠(d), Insulele Solomon.
Situat la o altitudine de 3 m, aeroportul dispune de o singură pistă.